# Грудниця волохата

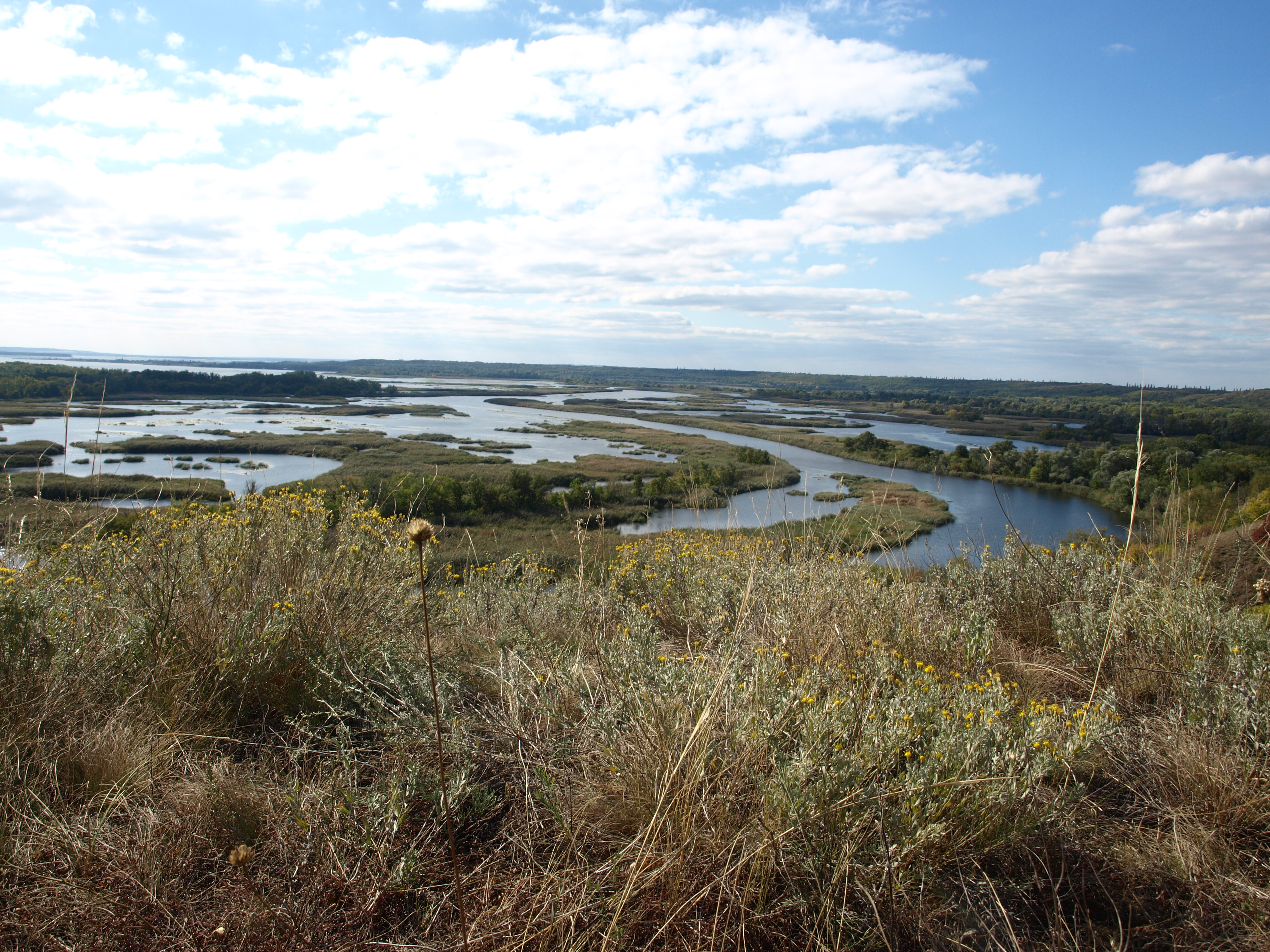

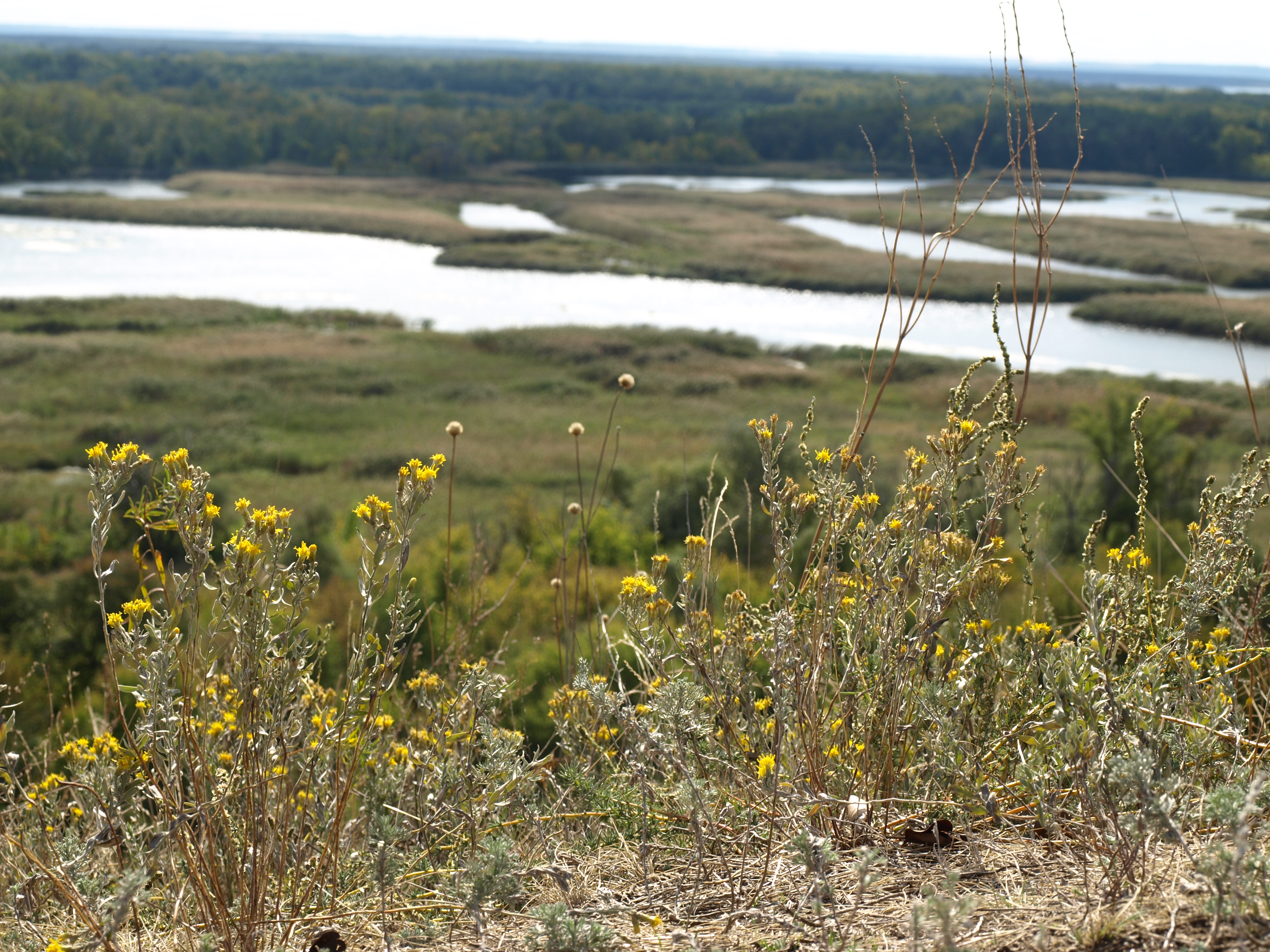

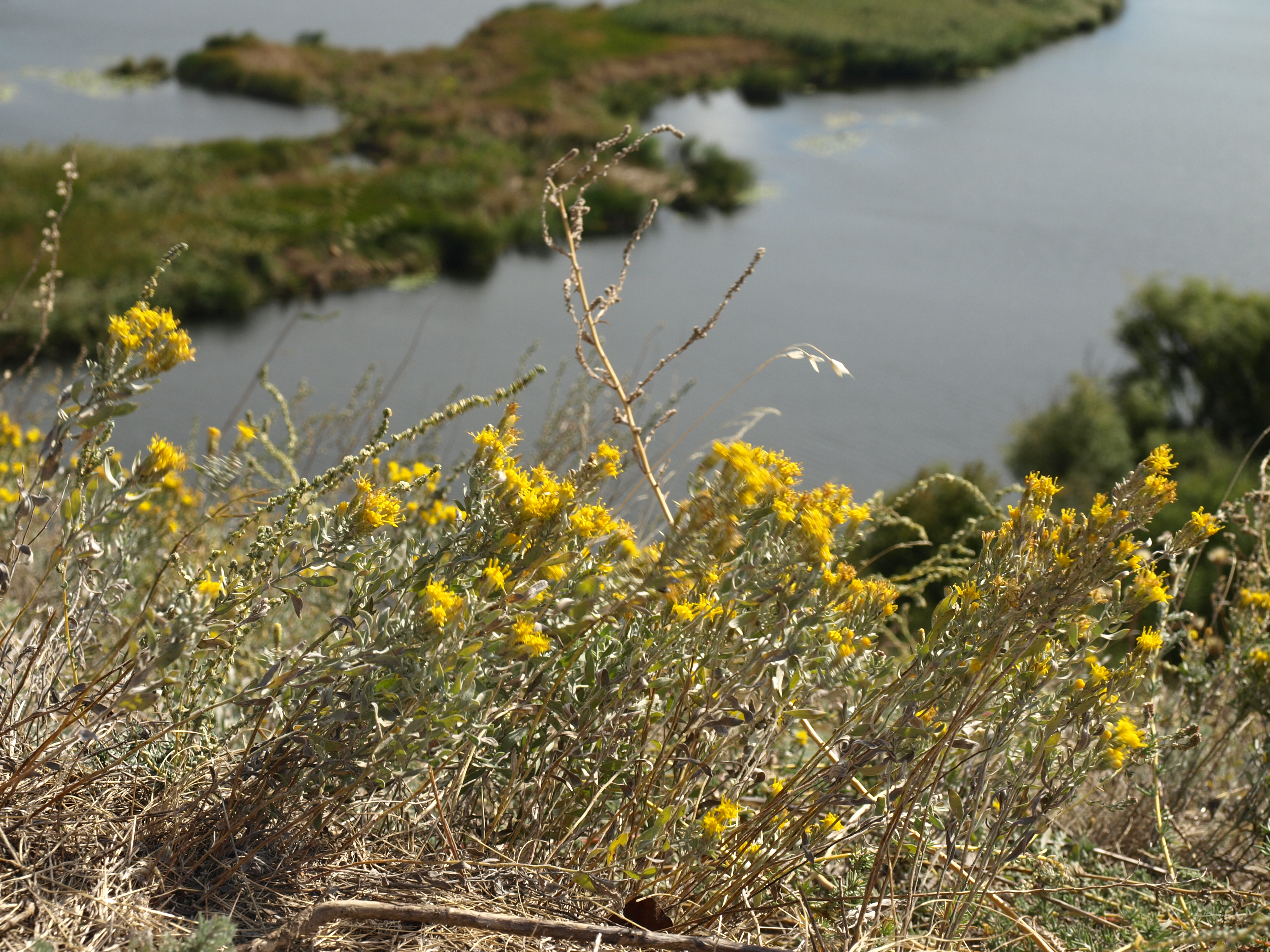

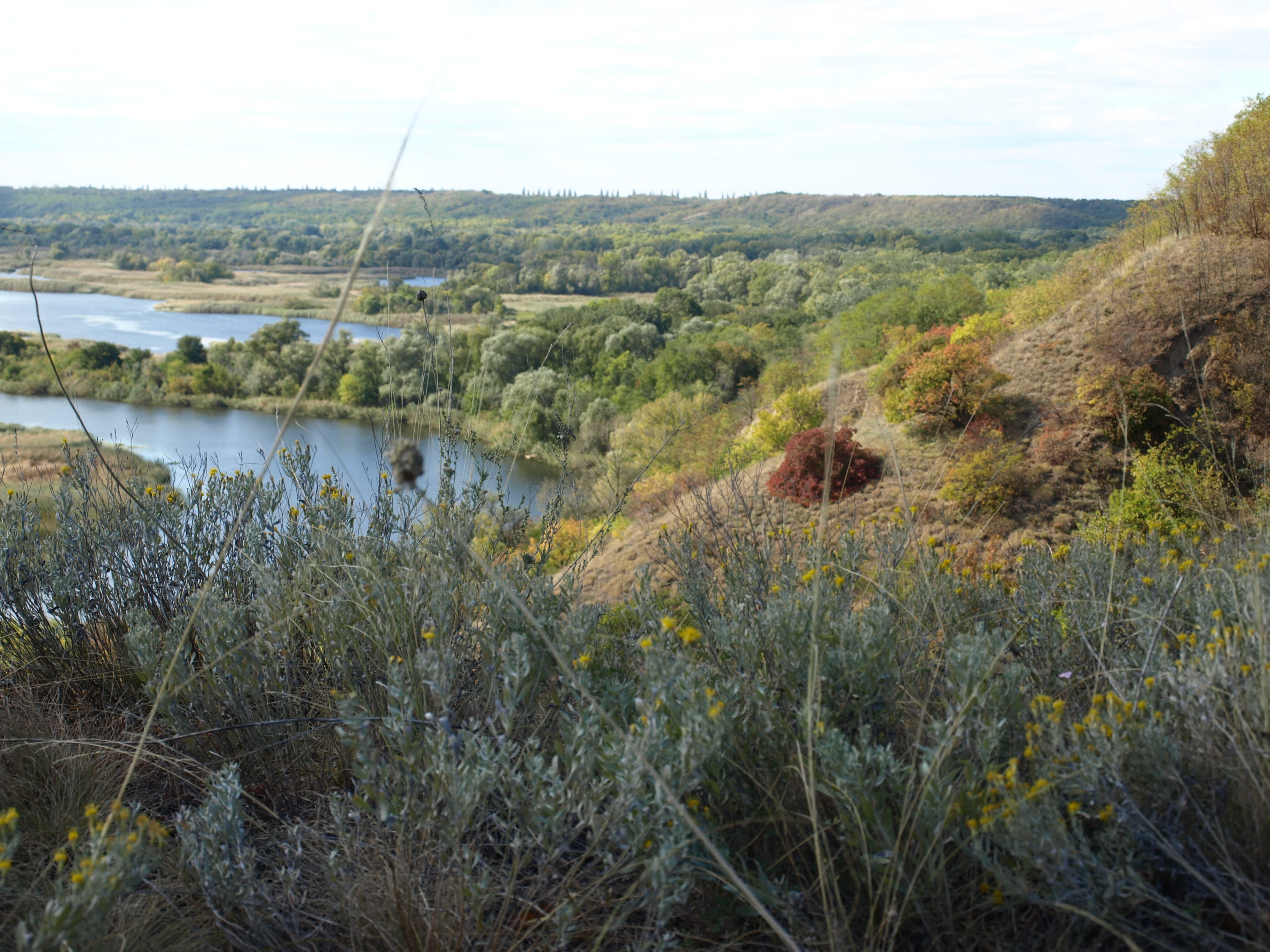

Грудни́ця волоха́та, або криніта́рія волоха́та (Galatella villosa, синонім Crinitaria villosa) — багаторічна рослина родини айстрових, що вирізняється м'яким сірувато-повстистим опушенням та жовтими квітками. Регіонально рідкісний вид, занесений до охоронних списків і місцевих Червоних книг України та Росії. Маловідома лікарська рослина, яку обмежено застосовують лише у народній медицині.

## Опис
Багаторічна трав'яниста рослина заввишки 15-35 см. Кореневище коротке, горизонтальне, із багатьма вузлами, від яких відходять мички тонких темно-бурих корінців. Стебла нечисленні, прямостоячі, густо улиснені, у верхній частині розгалужені, з косо спрямованими вверх генеративними пагонами другого і третього порядку. Листки сидячі або майже сидячі, лінійно-ланцетні чи видовжено-ланцетні, цілокраї, звужені до основи, на верхівці коротко загострені або тупуваті, без помітних залозок. Їхня довжина сягає 1,5-4 см, ширина — 3-10 мм, причому верхівкові листки на осі суцвіття значно дрібніші за звичайні. Усі надземні вегетативні органи грудниці волохатої вкриті тонкою сіруватою повстю, за що вона й отримала свою видову назву.
Цьому виду притаманні складні суцвіття, що являють собою густі щитки, складені з численних кошиків. Самі кошики вузькі, складаються лише з 5-10 квіток. Обгортка кошика циліндричної чи оберненконічної форми, 6-9 мм завдовжки та 4-6 мм завширшки. Її листочки тонкі, шкірясті, вкриті сірою ніжною повстю, по краю павутинистобахромчасті, причому зовнішні — дрібні, яйцеподібні, загострені, з 1-3 жилками, а внутрішні — значно більші, видовжені, тупі, з 3-5 жилками. Усі квітки в кошику двостатеві, трубчасті, жовті, із п'ятилопатевим відгином.
Плід — сім'янка завдовжки 3-4 мм із чубчиком 6-9 мм завдовжки. Чубчик складений двома рядами білих, сірих або буруватих волосків однакової довжини.

### Визначення
Грудницю волохату зовні можна сплутати зі схожим видом — Galatella linosyris. Головні відмінності між ними полягають у тому, що грудниця волохата опушена сіруватою повстю і має лише по 5-10 квіток у кошику, в той час, як Galatella linosyris має голі стебла, а її кошики складаються з 15-40 квіток.

### Хімічний склад
Ретельного дослідження хімічного складу грудниці волохатої не проводили, відомо лише, що вона містить невелику кількість флавонів та дубильних речовин. Цим зумовлена її слабка в'яжуча, знеболююча, протизапальна й антисептична дія, що знайшла своє використання у народній медицині. З лікувальною метою збирають траву під час цвітіння, в Україні це червень-серпень. Настій трави застосовують для стоматологічних ванночок (полоскань) й примочок при зубному болю та ревматизмі. Внутрішньо його вживають при хворобах дихальних органів, як протикашльовий засіб (цим обумовлена родова назва цієї рослини).

## Поширення
Грудниця волохата належить до євро-сибірських видів із доволі широким ареалом. На заході зона її розповсюдження охоплює південь Східної Європи, причому найзахідніші осередки розташовані на теренах Молдови. В Україні ця рослина зростає по всіх степових областях, а також у степових районах Кримського півострова. В європейській частині Росії так само поширена у степових регіонах (Надволжя, Передкавказзя). Далі на схід вона просувається аж до Центральної Азії (на північ від Аральського та Каспійського морів, навколо озера Балхаш) та півдня Західного Сибіру, де вона трапляється в Омській області та в Алтайських горах. У центральних областях європейської частини Росії, через які проходить північна межа ареалу, грудниця волохата трапляється зрідка, у цьому регіоні найпівнічніший її осередок розташований у Мордовії.

## Екологія
Рослина світлолюбна та морозостійка, невимоглива до ґрунтів — може рости на посушливих, малопотужних, піщаних, добре розвивається на солонцюватих та карбонатних чорноземах. Зростає у відкритих ландшафтах: на різнотравних та степових луках, серед заростей ялівцю, на галявинах, узліссях, трав'яних схилах гір, відслоненнях крейди і вапняку, втім, найбільш притаманна південним та спустеленим степам. Характерно, що на північній межі ареалу грудниця волохата займає нетипові ділянки — здебільшого вододіли. Вид стійкий до випасання худоби, а на помірно використовуваних пасовищах розвивається навіть краще, ніж на незайманих ділянках.
Розмножується насінням і вегетативно, проте, останній спосіб великої ролі не відіграє, оскільки здатність поділених кореневищ до омолодження невисока. Разом з тим, насіннєва продуктивність також незначна: у природі лише 5 % насінин є повноцінними. Квітне у різних частинах ареалу із червня по жовтень, але в межах одного регіону, як правило, не довше двох місяців. В Україні цвітіння настає переважно у серпні-вересні, плодоносить у вересні-жовтні. Запилення відбувається за допомогою комах, серед яких трапляються й рідкісні види диких бджіл, наприклад, андрена ошатна. У природі грудниця волохата здатна утворювати гібриди зі спорідненими видами роду Солонечник (який окремі систематики не відокремлюють від роду Грудниця). Зокрема, відомі наступні гібриди за її участю:
1. Crinitaria villosa × Galatella angustissima (Tausch) Novopokr. = Galatella crinitoides Novopokr.;
2. Crinitaria villosa × Galatella biflora (L.) Nees = Galatella × tzvelevii Vasjukov et Saksonov;
3. Crinitaria villosa × Galatella linosyris (L.) Rchb. f. = Galatella × subvillosa Tzvelev;
4. Crinitaria villosa × Galatella tatarica (Less.) Novopokr. = Galatella × subtatarica Tzvelev[7].

## Статус виду
Природоохоронний:
Попри широке географічне розповсюдження популяції грудниці волохатої в багатьох частинах ареалу нечисленні, відокремлені, уразливі до зовнішніх чинників. Основна причина скорочення чисельності виду — зміна середовища, спричинена людською діяльністю (заліснення, розорювання степів, розробка кар'єрів, ранній щорічний сінокіс, витоптування). Навіть випасання худоби, яке ця рослина переносить добре, при надмірному пасовищному навантаженні пригнічує її відтворення. Грудниця волохата занесена до регіональних списків рідкісних рослин Київської та Сумської областей України, а також до Червоних книг восьми адміністративних одиниць Росії.
Таксономічний:
Стосовно таксономічного статусу цього виду існує дві думки. Одні ботаніки, в тому числі й українські, розглядають його як самостійний вид. При цьому як синонімічну для нього наводять лише назву Aster oleifolius (Lam.) Wagenitz. Інші вважають його синонімом Galatella villosa (L.) Rchb.f.